# Mydas clavatus
Mydas clavatus is een vliegensoort uit de familie Mydidae. De wetenschappelijke naam van de soort is, geplaatst in het geslacht Musca, voor het eerst geldig gepubliceerd in 1773 door Drury.
De soort komt voor in Noord-Amerika.